# Acraea aethiops
Acraea aethiops är en fjärilsart som beskrevs av Rothschild och Jordan 1905. Acraea aethiops ingår i släktet Acraea och familjen praktfjärilar. Inga underarter finns listade i Catalogue of Life.